# Mozarabische Chronik

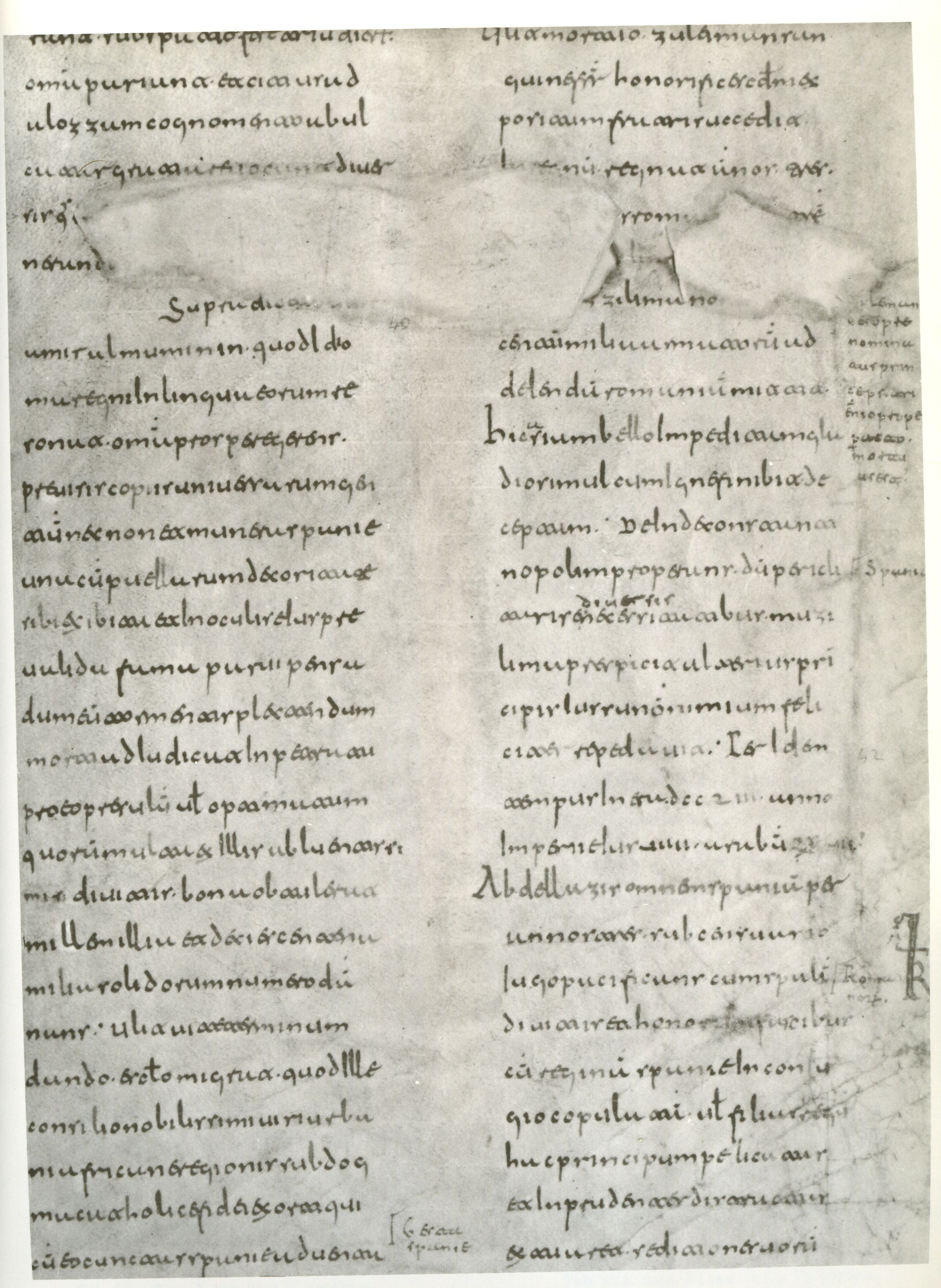
Die Mozarabische Chronik in der Handschrift London, British Library, Egerton 1934, fol. 2r (8./9. Jahrhundert; westgotische Schrift)

Mozarabische Chronik ist eine moderne Bezeichnung für eine anonym überlieferte lateinische mittelalterliche Chronik. Sie wurde im Jahr 754 von einem christlichen Autor verfasst, der Kleriker war und in al-Andalus, dem von den Muslimen beherrschten Teil der Iberischen Halbinsel, lebte. Die damals unter muslimischer Herrschaft lebenden Christen werden Mozaraber genannt; von diesem Begriff ist der heutige Name der Chronik abgeleitet. Ihr Wert als Quelle für eine relativ quellenarme Zeit wird von der modernen Forschung sehr hoch veranschlagt. Sie gilt als zuverlässigste erzählende Quelle für die Endphase des Westgotenreichs und schildert dessen Vernichtung im Verlauf der islamischen Expansion. Sie ist zugleich die älteste Quelle, die die Eroberung der iberischen Halbinsel beschreibt.

## Bezeichnungen und Forschungsgeschichte
Das Werk war früher unter anderen Bezeichnungen bekannt. Der erste Herausgeber, Bischof Prudencio de Sandoval, der die Chronik 1615 edierte, nannte sie Historia de Isidoro obispo de Badajoz („Geschichtswerk des Bischofs Isidor von Badajoz“). Er hielt nämlich einen Bischof von Pax Iulia namens Isidor (Isidorus Pacensis) für den Verfasser und identifizierte Pax Iulia mit Badajoz. Dies war ein doppelter Irrtum; weder ist Isidor der Verfasser noch ist Badajoz das antike Pax Iulia. Isidorus Pacensis ist vielmehr eine fiktive Gestalt, die durch einen mittelalterlichen Schreibfehler zustande kam; gemeint war ursprünglich der Bischof und Geschichtsschreiber Isidor von Sevilla (Isidorus Hispalensis). Dieser kann aber nicht der Verfasser sein, da er im 7. Jahrhundert lebte. Den angeblichen Chronisten Isidorus Pacensis nannte man in der Frühen Neuzeit zur Unterscheidung von Isidor von Sevilla auch Isidor den Jüngeren (Isidorus Iunior).
1885 veröffentlichte Jules Tailhan in Paris eine neue Ausgabe der Chronik. Ihm war klar, dass die traditionell angenommene Verfasserschaft des Bischofs Isidor ein Irrtum ist. Daher nannte er den Autor Anonyme de Cordoue („Anonymus von Córdoba“), denn er meinte, es habe sich wohl um einen Einwohner von Córdoba gehandelt. Theodor Mommsen, der die Chronik 1894 edierte, nannte sie Continuatio Isidoriana Hispana („Hispanische Fortsetzung [der Chronik] Isidors [von Sevilla]“). Der Herausgeber Juan Gil führte 1973 die Bezeichnung Chronica Muzarabica ein; ein anderer Herausgeber, José Eduardo López Pereira, nannte das Werk in seiner Edition von 1980 „Mozarabische Chronik von 754“.

## Verfasser und Inhalt
Die Mozarabische Chronik schließt an verschiedene spätantike Chroniken an und behandelt die Zeit vom Regierungsantritt des Kaisers Herakleios bis 754. Die Ereignisse in Hispanien bzw. al-Andalus stehen im Mittelpunkt, doch geht der Chronist auch auf die Geschichte des Byzantinischen Reichs und des Kalifats ein. Wenngleich in der Schilderung Fehler vorhanden sind, nimmt die Zuverlässigkeit zu, je mehr sich der Chronist seiner eigenen Zeit nähert. Besonders für die Umstände der arabischen Eroberung, die er als Katastrophe schildert, sowie für die nachfolgende Zeit liefert er wertvolle Informationen. Die arabischen Herrscher, sowohl die Statthalter von al-Andalus als auch die Kalifen in Damaskus, beurteilt der Chronist ohne religiöse Voreingenommenheit nach ihren Verdiensten bzw. Übeltaten und spendet manchen von ihnen hohes Lob. Er vermeidet es, auf den religiösen Gegensatz zwischen Christen und Muslimen einzugehen oder sich über den Islam zu äußern, und benennt die Muslime nicht als solche, sondern bezeichnet sie mit ethnischen Ausdrücken als Araber, Mauren oder Sarazenen. Einem der arabischen Statthalter von al-Andalus, Yahya ibn Sallama al-Kalbi (726–728), den er als schrecklichen und grausamen Machthaber kritisiert, wirft er vor, den Christen Güter zurückgegeben zu haben, die ihnen nach der muslimischen Invasion abgenommen worden waren. Vermutlich sah er in dieser Maßnahme eine Gefahr für den inneren Frieden.
Über die Person des Autors ist, außer dass er Christ und aller Wahrscheinlichkeit nach Geistlicher war, nichts bekannt. Er hatte offenbar Zugang zu Informationen aus mündlichen oder schriftlichen arabischen Quellen und war vielleicht auch für die arabische Verwaltung tätig. Als sein Wohnort werden in der Forschung Córdoba, Toledo und Murcia in Betracht gezogen; ein Aufenthalt in Córdoba ist indirekt seinen eigenen Worten zu entnehmen. Seine gute Kenntnis spätantiker und frühmittelalterlicher Literatur deutet auf ein erstrangiges Kulturzentrum wie Toledo. Für die Datierung verwendete er verschiedene Systeme, darunter die mit dem Jahr 38 v. Chr. beginnende „Spanische Ära“, die islamische Zeitrechnung und die Regierungsjahre der byzantinischen Kaiser und der Kalifen. Er gibt an, auch ein ausführlicheres Geschichtswerk verfasst zu haben, das er als epitoma („Abriss“) bezeichnet; es handelte von Bürgerkriegswirren in al-Andalus in den vierziger Jahren des 8. Jahrhunderts und ist nicht erhalten.
Eine andere Chronik des 8. Jahrhunderts, bekannt als Chronik von 741 oder Chronica Byzantia-Arabica, behandelt Hispanien nur am Rande und widmet sich in erster Linie den Ereignissen im östlichen Mittelmeerraum. Sie ist aber auf der Iberischen Halbinsel entstanden, da der Chronist nach der Spanischen Ära datiert. Die früher vertretene Auffassung, dieses Werk sei dem Autor der Mozarabischen Chronik bekannt gewesen und von ihm verwertet worden, erwies sich als unzutreffend.
Den Untergang des Westgotenreichs stellt der Autor der Mozarabischen Chronik völlig anders dar als die im 9. Jahrhundert einsetzende Chronistik des christlichen Königreichs Asturien, welche die mittelalterliche und frühneuzeitliche Geschichtsschreibung Spaniens prägte. Die von den asturischen Chronisten in den Vordergrund gestellten Legenden, wonach der Westgotenkönig Witiza zu den Hauptschuldigen am Verfall und Untergang des Westgotenreichs gehörte und Witizas Söhne mit den angreifenden Muslimen kooperierten und so wesentlich zur westgotischen Niederlage beitrugen, kommen in der Darstellung des Mozarabers nicht vor, vielmehr beurteilt er Witizas Regierung positiv. Seine Schilderung trug wesentlich dazu bei, dass die moderne Forschung die Verratslegende entlarven konnte.
Sprachlich gehört das in sehr vulgärem Latein verfasste Werk des mozarabischen Chronisten zu den schwierigsten lateinischen Texten des Frühmittelalters. Es ist damit auch ein Zeugnis für den Verfall der lateinischen Sprachkenntnisse bei gebildeten Mozarabern des 8. Jahrhunderts.
Zu den mittelalterlichen Geschichtsschreibern, welche die Mozarabische Chronik benutzten, gehören Ahmad ibn Muhammad ibn Musa ar-Razi (10. Jahrhundert), der unbekannte Verfasser der Historia Pseudo-Isidoriana (12. Jahrhundert) und Rodrigo Jiménez de Rada.

## Ausgaben und Übersetzungen
- Juan Gil (Hrsg.): Chronica Hispana saeculi VIII et IX (= Corpus Christianorum. Continuatio Mediaevalis, Bd. 65). Brepols, Turnhout 2018, ISBN 978-2-503-57481-3, S. 325–382 (kritische Edition)
- José Eduardo López Pereira (Hrsg.): Crónica Mozárabe de 754, Zaragoza 1980, ISBN 84-7013-166-4 (lateinischer Text und spanische Übersetzung)
- Kenneth Baxter Wolf (Hrsg.): Conquerors and Chroniclers of Early Medieval Spain, 2. Auflage, Translated Texts for Historians. Liverpool University Press, Liverpool 1999, ISBN 0-85323-554-6, S. 25–42 (Einführung), 111–160 (englische Übersetzung)
- Continuatio Isidoriana Hispana a. DCCLIV. In: Theodor Mommsen (Hrsg.): Auctores antiquissimi 11: Chronica minora saec. IV. V. VI. VII. (II). Berlin 1894, S. 323–369 (Monumenta Germaniae Historica, Digitalisat)